# Шупляк Віталій Олегович
Віталій Олегович Шупляк (нар. 23 лютого 1993, м. Бережани, Україна) — український художник. Син Олега Шупляка, онук Ніни Шупляк.

## Життєпис
Віталій Шупляк народився 23 лютого 1993 року в Бережанах Тернопільської области України.
Закінчив
- факультет образотворчих мистецтв та післядипломну програму (Meisterschüler) Університету образотворчих мистецтв в Брауншвайгу (2019, Німеччина);
- факультет мистецької освіти; скульптури та просторової діяльності Університету образотворчих мистецтв у Познані (2018, Польща);
- в рамках програми студентського обміну, факультет живопису, факультет скульптури та інтермедіа Академії образотворчих мистецтв (2013, Гданськ, Польща);
- факультет образотворчого мистецтва та реставрації Львівської національної академії мистецтв (2014);
- Бережанську державну художню школу (2010)[2].

Наразі мешкає в Німеччині.

## Творчість
Автор 10 персональних виставок і більше як 80 групових проєктів.
В основному займається відео, інсталяцією і просторовою діяльністю. Засновник «Pi» Gallery, також був учасником групи «Carrousel». У 2021 році його фільм «Послання небесам» здобув головну нагороду «2 Minutes Short Film Award ex aequo» на 34-му Міжнародному кінофестивалі у Штутгарті (2021, Німеччина).
Вибрані персональні виставки
- 2019 — «Протираючи штани» (IZONE, Київ), Україна;
- 2019 — «Message to heaven» (Konsumverein, Брауншвейг), Німеччина;
- 2018 — «ID, please» (Rodriguez Gallery, в рамках Malta festival, Познань), Польща;
- 2018 — «Швидкість обертання» (einRaum, Брауншвейг), Німеччина;
- 2017 — «Сигнали» (Vozdvizhenka Arts House, Київ), Україна;
- 2017 — «Skraj/ność» (галерея «OKO/UCHO», Познань), Польща;
- 2014 — «Практична дія» (галерея «Детенпила», Львів), Україна;